# Ro-45
Ro-45 — підводний човен Імперського флоту Японії, який брав участь у Другій світовій війні.
Корабель, який спорудили на верфі компанії Mitsubishi у Кобе, належав до типу Kaichū VII (також відомий як клас Ro-35).
По завершенні тренувань Ro-45 здійснив 16—27 квітня 1944-го перехід з Куре до атола Трук у центральній частині Каролінських островів (тут ще до війни створили головну базу японського ВМФ у Океанії, проте в лютому 1944-го вона була розгромлена унаслідок потужного рейду авіаносного з'єднання і тепер перебувала у блокаді та використовувалась передусім підводними човнами).
29 квітня 1944-го американське авіаносне з'єднання розпочало новий дводенний рейд на Трук, а Ro-45 отримав наказ віднайти ворожі кораблі, що перебували південніше від атола. Вранці 30 квітня в районів за сотню кілометрів на південь від Труку есмінець «Макдонау», що ніс пікет перед основною формацією, встановив радарний контакт із ціллю. При наближенні ціль занурилась, проте есмінець встановив сонарний контакт та провів дві атаки глибинними бомбами. Також до скидання глибинних бомб долучився есмінець «Стівен Поттер». З американських кораблів чули кілька підводних вибухів, а потім на поверхні з'явились уламки та нафтові плями. Ймовірно, саме цей бій став останнім для Ro-45, що загинув разом з усіма 74 членами екіпажу.